# حیدر صفری
حیدر صفری (زادهٔ فروردین ۱۳۱۸، ملایر – درگذشتهٔ ۱۰ خرداد ۱۴۰۳، تهران) نظامی و خلبان نیروی هوایی ارتش جمهوری اسلامی ایران بود.

## زندگینامه
وی تحصیلات خود را در بروجرد و تهران گذراند و در سال ۱۳۳۹ دیپلم ریاضی گرفت. در فروردین ۱۳۴۰ به نیروی هوایی پیوست.

## مسئولیت‌ها
- فرمانده پایگاه سوم شکاری همدان (۱۳۶۰–۱۳۶۲)[۲]
- جانشین فرمانده نیروی هوایی (۱۳۶۲–۱۳۶۷)
- مدیرعامل صنایع هواپیمایی ایران (۱۳۶۴–۱۳۶۶)

## اقدامات

### فناوری هوایی
- مشارکت در پروژه‌های بازسازی هواپیماهای نظامی.[۳]
- همکاری در توسعه مراکز تعمیراتی نیروی هوایی.

### جنگ ایران و عراق
- مشارکت در عملیات‌های هوایی به عنوان خلبان.[۴]

## درگذشت
وی در ۱۰ خرداد ۱۴۰۳ درگذشت.